# Keith Murdoch
Keith Murdoch (Dunedin, 9 settembre 1943 – Carnarvon, 30 marzo 2018) è stato un rugbista a 15 neozelandese, pilone, la cui carriera si interruppe bruscamente a fine 1972 dopo un allontanamento per motivi disciplinari dalla squadra degli All Blacks in Galles.
Fermatosi in Australia sulla via del ritorno, per i successivi 45 anni fino alla morte condusse vita lontano da stampa e notorietà e non ebbe più alcun contatto con il mondo del rugby.

## Biografia
Murdoch, nativo di Dunedin (Otago), iniziò la carriera rappresentativa nella sua provincia rugbistica d’origine nel 1964, per poi passare nei due anni seguenti ad Hawke’s Bay e ad Auckland prima di ristabilirsi a Otago.
Agricoltore, era dotato di un fisico rilevante per gli standard dell’epoca: alto un metro e 83 centimetri, pesava 110 kg e presentava una circonferenza al petto di 120 centimetri, tanto che il sarto all’epoca a servizio presso la nazionale neozelandese raccontava di dover sempre aggiungere due o tre pollici di stoffa agli abiti di Murdoch in prossimità del petto.
Murdoch esordì negli All Blacks a Johannesburg nel 1970 contro il Sudafrica, ma dopo tale incontro disputò solo partite senza valore di test match fino al 1972, quando fu schierato contro l’Australia ad Auckland per un match, vinto, valido per la Bledisloe Cup di quell’anno.
Nel successivo tour nel Regno Unito fu schierato titolare a Cardiff contro il Galles: in quell’incontro, il suo ultimo, realizzò la sua unica meta in nazionale, che però permise agli All Blacks di vincere l’incontro 19-16.
La notte successiva al match Murdoch si recò nelle cucine dell’Angel Hotel di Cardiff — in cui la squadra alloggiava — per cercare una birra; le cronache più accreditate dei fatti riferiscono che il giocatore avrebbe avuto un alterco con il personale di servizio e che una guardia privata lo avrebbe allontanato, portandolo con sé.
Murdoch colpì quindi con un pugno la guardia, il ventinovenne gallese Peter Grant, il quale subito dopo si rialzò da solo e si allontanò.
Il manager degli All Blacks Ernie Todd decise quindi di allontanare Murdock dal tour e di farlo imbarcare all’aeroporto londinese di Heathrow per l’immediato rientro in Nuova Zelanda; tuttavia, allo scalo di Singapore, Murdoch lasciò il volo e s’imbarcò per Darwin, nel Territorio australiano del Nord.
Da allora più quasi nulla si seppe su Keith Murdoch.
Qualche anno dopo la sua scomparsa un giornalista neozelandese, Terry McLean, lo rintracciò nei pressi di un impianto petrolifero nei pressi di Perth, in Australia Occidentale, ma fu invitato dallo stesso Murdoch ad andar via, cosa che McLean fece.
Nel 1990 la giornalista Margot McRae, anch’essa neozelandese, lo riconobbe in un pub di una cittadina del Queensland e in tale occasione riuscì a ottenere un’intervista senza registrazione video e audio; l’ultima occasione in cui fu visto in pubblico fu nel 2001, quando fu chiamato a testimoniare a Tennant Creek sulla morte di un giovane aborigeno che la sera prima del suo ritrovamento aveva tentato un furto nell’abitazione di Murdoch; all’epoca viveva nella cittadina di Katherine, nel Territorio del Nord.
Margot McRae scrisse nel 2007 una piéce teatrale, Finding Murdoch, basata sull’incontro che ebbe con il giocatore nel 1990; nel 2012 il regista Massimiliano Pandimiglio ne realizzò una versione in italiano che andò in scena a Roma e che vide come protagonista, nelle vesti di Murdoch, l’ex tallonatore, e internazionale per l’Italia, Paolo Paoletti, già giocatore di CUS Genova e Brescia.
Il 30 marzo 2018 la federazione neozelandese comunicò di avere ricevuto la notizia della morte del settantaquattrenne Murdoch avvenuta in Australia, anche se sono imprecisati luogo e cause del decesso.